# 中古文学会賞
中古文学会賞（ちゅうこぶんがっかいしょう）は、中古文学会が制定する学術賞である。

## 概要
源氏物語千年紀にあたる2008年に開始された制度で、若手研究者の研究奨励の一環として、特に優れた研究業績をあげた45歳以下の研究者を、毎年秋季大会において表彰する。選考については、常任委員会で選出された委員が務める。

## 歴代受賞者一覧

### 制定前
|                                                         | 受賞者     | 受賞業績 | 備考 |
| ------------------------------------------------------- | ---------- | --- | ---- |
| 学会創立三十周年記念中古文学会賞 （平成8（1996）年度）  | 田中幹子   | 「『古今集』における季の到来と辞去について：三月尽意識の展開」（『中古文学』創立三十周年記念臨時増刊号、中古文学会、1997年3月）       |      |
| 学会創立三十周年記念中古文学会賞 （平成8（1996）年度）  | 内田美由紀 | 「伊勢物語「小式部内侍本」の本文について」（『中古文学』創立三十周年記念臨時増刊号、中古文学会、1997年3月）                           |      |
| 学会創立三十周年記念中古文学会賞 （平成8（1996）年度）  | 堀淳一     | 「青海波選曲の理由：紅葉賀での上演に至るまで」（「中古文学」創立三十周年記念臨時増刊号、中古文学会、1997年3月）                       |      |
| 学会創立三十周年記念中古文学会賞 （平成8（1996）年度）  | 竹内正彦   | 「近江君の賽の目：「若菜下」巻の住吉参詣における明石尼君をめぐって」（『中古文学』創立三十周年記念臨時増刊号、中古文学会、1997年3月） |      |
| 学会創設四十周年記念中古文学会賞 （平成18（2006）年度） | 上原作和   | 「揺し按ずる暇も心あわたたしければ」：『源氏物語』作家の琴楽環境」（『中古文学』78号、中古文学会、2006年12月）                        |      |
| 学会創設四十周年記念中古文学会賞 （平成18（2006）年度） | 高兵兵     | 「菅原道真の〈贈物詩〉をめぐって」（『中古文学』78号、中古文学会、2006年12月）                                                        |      |
| 学会創設四十周年記念中古文学会賞 （平成18（2006）年度） | 坂本信道   | 「さすらう官人たちの系譜：屈原・業平・貫之」（『中古文学』78号、中古文学会、2006年12月）                                              |      |
| 学会創設四十周年記念中古文学会賞 （平成18（2006）年度） | 田島智子   | 「拾遺集の配列と屏風歌：配列に広がる屏風絵」（『中古文学』78号、中古文学会、2006年12月）                                              |      |
| 学会創設四十周年記念中古文学会賞 （平成18（2006）年度） | 眞野道子   | 「定家の源氏注釈における万葉歌」（『中古文学』78号、中古文学会、2006年12月）                                                          |      |

### 制定後
|                                             | 受賞者     | 受賞業績 | 備考       |
| ------------------------------------------- | ---------- | --- | ---------- |
| 第一回中古文学会賞 （平成20（2008）年度）   | 久保木秀夫 | 「『栄花物語』本文再考：西本願寺本を中心とする」（『中古文学』80号、中古文学会、2007年12月）                                                |            |
| 第二回中古文学会賞 （平成21（2009）年度）   | 本廣陽子   | 「『もの』形容詞の意味と用法の変遷：源氏物語の果たした役割」（『国語国文』第77巻6号、京都大学文学部国語国文学研究室、2008年6月）            |            |
| 第三回中古文学会賞 （平成22（2010）年度）   | 高橋由記   | 「堀河中宮皇子の文化圏：歴史に消えた文化圏のひとつとして」（『国語と国文学』第86巻10号、東京大学国語国文学会、2009年10月）                  |            |
| 第四回中古文学会賞 （平成23（2011）年度）   | 川崎佐知子 | 「近世前期源氏学の展開：『一簣抄』の注釈史的位置」（『中古文学』第85号、中古文学会、2010年6月）                                             |            |
| 第五回中古文学会賞 （平成24（2012）年度）   | 大津直子   | 「『源氏物語』六条院行幸における冷泉帝：＜観魚＞という視点から」（『中古文学』第88号、中古文学会、2011年12月）                              |            |
| 第六回中古文学会賞 （平成25（2013）年度）   | 該当者なし | 該当者なし | 該当者なし |
| 第七回中古文学会賞 （平成26（2014）年度）   | 松本大     | 「『河海抄』巻九論：諸本系統の検討と注記増補の特徴」（『中古文学』第91号、中古文学会、2013年5月）                                           |            |
| 第八回中古文学会賞 （平成27（2015）年度）   | 桜井宏徳   | 「宇治十帖の中務宮：今上帝の皇子たちの任官をめぐって」（『中古文学』第93号、中古文学会、2014年5月）                                         |            |
| 第九回中古文学会賞 （平成28（2016）年度）   | 舟見一哉   | 「清輔本『拾遺和歌集』の残痕：定家本の生成に及ぶ」（『和歌文学研究』第110号、和歌文学会、2015年6月）                                        |            |
| 第十回中古文学会賞 （平成29（2017）年度）   | 岡田貴憲   | 「『源氏物語』帚木巻試論：光源氏は「なよ竹」を折ったか」（『中古文学』第97号、中古文学会、2016年6月）                                       |            |
| 第十一回中古文学会賞 （平成30（2018）年度） | 本宮洋幸   | 「『うつほ物語』忠こそ物語の表裏：継母による第二の讒言と承和の変」（『中古文学』第99号、中古文学会、2017年6月）                             |            |
| 第十二回中古文学会賞 （令和元（2019）年度） | 該当者なし | 該当者なし | 該当者なし |
| 第十三回中古文学会賞 （令和2（2020）年度）  | 瓦井裕子   | 「『為信集』成立年代の再検討」（『中古文学』第104号、中古文学会、2019年11月）                                                               |            |
| 第十三回中古文学会賞 （令和2（2020）年度）  | 山口一樹   | 「玉鬘の物語における女房集め」（『中古文学』第103号、中古文学会、2019年5月）                                                                |            |
| 第十四回中古文学会賞 （令和3（2021）年度）  | 小滝真弓   | 「『浜松中納言物語』における唐后の転生について：弥勒信仰を中心に」（『中古文学』第105号、中古文学会、2020年5月）                            |            |
| 第十五回中古文学会賞 （令和4（2022）年度）  | 該当者なし | 該当者なし | 該当者なし |
| 第十六回中古文学会賞 （令和5（2023）年度）  | 高橋早苗   | 「『源氏物語』御法巻の「日」と「露」の情景と『観普賢経』：紫の上の死の形容表現と光源氏の生」（『中古文学』第110号、中古文学会、2022年11月） |            |
| 第十七回中古文学会賞 （令和6（2024）年度）  | 飯田実花   | 「女三宮の「三条宮」―邸第呼称のもつ意味―」（『中古文学』第111号、中古文学会、2023年5月）                                                    |            |
| 第十七回中古文学会賞 （令和6（2024）年度）  | 宮内理伽   | 『源氏物語』邸第呼称の方法意識―左・右大臣家と頭中将家を中心に（『中古文学』第111号、中古文学会、2023年5月）                                 |            |